# Фотографски филм
Фотографски филм је танки комад пластике пресвучен на светло осетљивим солима сребрних халида. Било је много врста филмова и сви су имали бар један слој осетљив на светлост. Тај слој се називао емулзија. У црно-белом филму, танки слој емулзије био је превучен преко пластичне или стаклене основе. Емулзија је садржала сићушне кристале сребрног бромида у материји званој желатин. Одбијену или изворну светлост лица или предмета који је фотографисан, сочива камере усредсређивала су на емулзију кад се заклопац апарата отвори. Светлост с различитих делова лица или предмета активирала је кристале сребрног бромида у различитим количинама - што је светлост јача, била је већа и реакција. На емулзији се стварала слика лица или предмета, али се није могла видети док се филм не развије. Та слика се звала латентна слика.
Да би та слика постала видљива, филм се морао обрадити неким хемикалијама. То се радило у тамној соби, да не би још каква светлост пала на емулзију. Филм се на извесно време, при температури од око 20 °C, стављао у посуду са средством за развијање (развијачем), који је светлошћу активиране кристале претварао у сиво или црно метално сребро. Сива или црна сенка зависила је од количине светлости која је пала на поједини део филма. На тој слици светло и тамно су били обрнути: тамне сенке са изворног предмета изгледале су светле (филм је био провидан), а светле тамне. Стога су се слике на филму називале негативима.
После прања у води, филм се потапао у другу хемикалију, која је средство за фиксирање (фиксир). Фиксир је даље растварао неактивисани сребрни бромид и доводио слику у право стање. Филм се тада испирао и сушио.
Да би се од негатива добила фотографија, он се стављао уз нарочиту, фотографску хартију, а та хартија садржала је слој кристалаосетљивих на светлост. Хартија и негатив излагани су кратком блеску светлости. Тамне површине негатива пропуштале су само мало светлости на хартију; светли делови пропуштали су много више светлости.
Фотографска хартија се затим развијала и фиксирала на исти начин као филм. Коначна слика на хартији била је светла где је на негатив убила тамна, и обрнуто. Стога је била једнака лицу или предмету првобитно фотографисаном.
Филмови су се, у односу на период кад су настали, касније производили у много мањим димензијама. Кад се негатив стављао у додир с хартијом, добијала се мала фотографија, исте величине као негатив. Помоћу апарата за повећавање повећавала се слика или један њен део.
У полароидној камери употребљавала се посебна врста филма. Тај полароидни филм развијао се процесом у унутрашњости камере. Црно-беле фотографије добијале су се за око 10 секунди након што је слика снимљена. На тај начин могле су се правити и фотографије у боји и рендгенске фотографије.